# Ministre d'État (France)
Pour les autres articles nationaux ou selon les autres juridictions, voir ministre d'État.
En France, le titre de ministre d'État est utilisé sous différents régimes et dans des situations très différentes. Sous la Cinquième République, le ministre d'État jouit d'une prééminence protocolaire dans le gouvernement, devant les ministres, et, selon une interprétation non admise par tous, dispose de la prérogative d'organiser des réunions interministérielles, tel un vice-Premier ministre.
Depuis le 23 décembre 2024, quatre ministres du gouvernement Bayrou ont ce titre : Élisabeth Borne, Manuel Valls, Gérald Darmanin et Bruno Retailleau.

## Ancien Régime
Le titre de ministre d'État est apparu sous Louis XIII pour désigner les conseillers du roi qui siégeaient au Conseil d'en haut, futur Conseil des ministres. Les ministres d'État étaient alors nommés par lettres patentes. À partir de 1661, début du « pouvoir personnel » de Louis XIV, la nomination par lettres patentes disparaît : le roi appelle qui il veut à son Conseil d'en haut. Les invitations royales n'étaient valables que pour une séance et devaient donc être renouvelées tant que la personne désignée gardait la confiance du souverain.
Cependant, le fait d'avoir été invitée une fois au Conseil donnait droit à cette personne d'être appelée ministre d'État sa vie durant, et même de toucher une pension viagère d'environ 20 000 livres. Les ministres d'État présents au Conseil restaient peu nombreux, entre trois et cinq au cours du règne de Louis XIV, moins d'une dizaine sous Louis XV et Louis XVI. Ils participaient aussi au Conseil des Dépêches. Il n'y a pas de recouvrement systématique entre la fonction de secrétaire d'État et le titre de ministre d'État, mais plusieurs personnalités réunissaient les deux qualités, surtout les secrétaires d'État des Affaires étrangères.

## Premier Empire
Supprimé au moment de la Révolution française, le titre de ministre d'État a été recréé sous le Premier Empire, Napoléon donne le titre de ministre d'État à des personnalités titulaires de hautes fonctions administratives. Mais ce titre, purement honorifique, ne met pas les bénéficiaires au même niveau que les ministres à portefeuille. L'Empereur lui-même l'a exprimé clairement : « Je ne considère donc l'institution de mes ministres d'État que comme une grande récompense [...]. Mes ministres d'État peuvent et doivent être, pour le travail, sous les ordres de mes ministres, comme le sont les conseillers d'État chargés d'une branche de l'administration ». 
Cette dignité est viagère mais ceux qui la reçoivent restent, pour leur travail au moins, sous les ordres des ministres de plein exercice. Jusqu'en 1813, les ministres d'État ne participent pas au conseil des ministres. Ils sont en revanche admis au Conseil privé et, quoique rarement, à des conseils extraordinaires de cabinet qui se tiennent début 1813 en vue de reformer la régence.
Quinze personnalités seront décorées de ce titre :
- Michel Regnaud de Saint-Jean d'Angély (1807)
- Jacques Defermon des Chapelières (1807)
- Jean-Gérard Lacuée de Cessac (1807)
- Jean-Baptiste Treilhard (1808)
- Emmanuel Crétet de Champmol (1809)
- Bernard-Germain de Lacépède (1809)
- Joseph Fouché (1810)
- Louis-Guillaume Otto de Mosloy (1813)
- Jean-Baptiste Nompère de Champagny (1813)
- Claude-Ambroise Régnier (1813)
- Antoine Boulay de la Meurthe (1815)
- Félix Julien Jean Bigot de Préameneu (1815)
- Jean-Antoine Chaptal de Chanteloup (1815)
- Pierre-Antoine-Noël-Bruno Daru (1815)
- Philippe-Antoine Merlin de Douai (1815)

## Restauration
Sous la Restauration, le titre est essentiellement honorifique. Il était alors attribué, sans que cela soit systématique ni exclusif, aux ministres sortis de charge, après leur démission. Cette tradition est suffisamment habituelle pour que, par contraste, le fait, pour le roi, de ne pas le donner à un ancien ministre, était considéré comme un affront. En 1815, Louis XVIII a créé un Conseil privé, distinct du Conseil des ministres, et auquel devaient assister les ministres d'État, ce qui n'était pas sans rappeler l'Ancien Régime. Toutefois, ce Conseil privé n'a presque jamais été réuni. Le rôle de ce titre honorifique de ministre d'État est proche de celui utilisé actuellement en Belgique.
| - Emmerich Joseph de Dalberg (1814) - Jean-Joseph Dessolles (1814) - François de Jaucourt (1814) - François-Xavier-Marc-Antoine de Montesquiou-Fézensac (1814) - Pierre Riel de Beurnonville (1814) - Jacques Claude Beugnot (1815) - François-René de Chateaubriand (1815-1816) - Pierre Dupont de l'Étang (1815) - Laurent de Gouvion-Saint-Cyr (1815) - Étienne-Denis Pasquier (1815) | - Vincent-Marie de Vaublanc (1816) - François-Joseph de Gratet (1817) - Antoine Roy (1818) - Victor de Fay de La Tour-Maubourg (1819) - Joseph-Dominique Louis (1819-1822) - Jules Anglès (1821) - Gérard de Lally-Tollendal (1821) - Joseph Jérôme Siméon (1821) - Ambroise-Polycarpe de La Rochefoucauld (1822) - Hercule de Serre (1822) | - Jacques Alexandre Law de Lauriston (1824) - François Roullet de La Bouillerie (1824) - Mathieu de Montmorency-Laval (1825) - Louis-Victor de Caux de Blacquetot (1829) - Louis Becquey (1830) - François-Régis de La Bourdonnaye (1830) - Jean de Courvoisier (1830) |

## Second Empire
La situation était nettement différente sous le Second Empire. Napoléon III avait en effet institué un ministère d'État et le ministre d'État était le titulaire de ce ministère. Le ministère d'État était chargé de la politique de prestige de l'Empire, en particulier de l'organisation de fêtes et cérémonies. Il intervenait dans le domaine des beaux-arts, des théâtres et des musées. Le ministre d'État était donc un ministre à part entière,.
- du 22 janvier au 28 juillet 1852 : François, comte de Casabianca
- du 28 juillet 1852 au 23 novembre 1860 : Achille Fould
- du 23 novembre 1860 au 23 juin 1863 : Alexandre Florian Joseph Colonna Walewski
- du 23 juin au 18 octobre 1863 : Adolphe Billault
- du 18 octobre 1863 au 17 juillet 1869 : Eugène Rouher

## République
Les différents régimes républicains ont repris le titre de ministre d'État pour l'attribuer à des membres du Gouvernement qu'il convenait d'honorer.
Sous la Troisième République et la Quatrième République, le titre de ministre d'État était attribué à des personnalités politiques ou non, afin de leur permettre de participer au gouvernement sans avoir la charge d'un ministère. Ces ministres étaient considérés comme des cautions politiques.
Sous la Cinquième République, le titre de ministre d'État est honorifique. Les ministres d'État sont placés protocolairement après le Premier ministre et avant les ministres de pleine délégation, les ministres délégués et les secrétaires d'État. Au sens large, ministre signifie tout membre du gouvernement. La seule prérogative d'un ministre d'État est de pouvoir organiser des réunions interministérielles, normalement apanage du Premier ministre.
Le titre de ministre d'État a jusqu'alors été attribué à des personnalités politiques charismatiques, à des leaders de parti politique (ou de façon rare, à des personnalités de la société civile nommées dans un gouvernement, comme André Malraux ou Nicolas Hulot). L'objectif de cette démarche est de légitimer la politique générale du gouvernement envers les administrés et déterminer par l'action des ministères ce qui est considéré comme une priorité gouvernementale. Il peut y avoir plusieurs ministres d'État au sein d'un même gouvernement (jusqu'à six dans le deuxième gouvernement Rocard). Mais plusieurs gouvernements n'en ont pas compté.
De la formation du gouvernement Balladur, le 29 mars 1993, à celle du gouvernement Raffarin III, le 31 mars 2004, nul membre du gouvernement n'est nommé ministre d'État. Ainsi, n'ont pas compté de ministre d'État, tous les gouvernements sous la présidence de Jacques Chirac, sauf les deux derniers : les gouvernements Raffarin III et Villepin avec Nicolas Sarkozy. Par la suite, aucun des gouvernements sous la présidence de François Hollande n'a compté de ministre d'État.
Les ministres d'État sont quelquefois comparés à des vice-premiers ministres.
Quatre femmes ont été nommées ministres d'État, toutes sous la Cinquième République :  Nicole Questiaux, Simone Veil, Michèle Alliot-Marie et Elisabeth Borne.

### Liste des ministres d'État de laTroisième République
| - Louis Barthou (1917) - Léon Bourgeois (1915-1916 et 1917) - Denys Cochin (1915-1916) - Émile Combes (1915-1916) - Paul Doumer (1917) - Jean Dupuy (1917) - Henry Franklin-Bouillon (1917) - Charles Louis de Saulces de Freycinet (1915-1916) - Jules Guesde (1915-1916) | - Georges Bonnet (1938) - Camille Chautemps (1936-1937 et 1940) - Paul Faure (1936-1938) - Pierre-Étienne Flandin (1935-1936) - Ludovic-Oscar Frossard (1938) - Édouard Herriot (1934-1936) - Pierre Laval (1940) - Louis Marin (1934-1936 et 1940) - Adrien Marquet (1940) - Joseph Paul-Boncour (1936) | - Philippe Pétain (1935 et 1940) - Albert Sarraut (1937-1938) - Théodore Steeg (1938) - André Tardieu (1934) - Maurice Viollette (1936-1938) - Jean Ybarnégaray (1940) |

### Liste des ministres d'État duGouvernement provisoire de la République française
| - Vincent Auriol (1945-1946) - Francisque Gay (1945-1946) et (1946) - Félix Gouin (1946-1947) - Louis Jacquinot (1945-1946) - Jules Jeanneney (1944-1945) |  | - Augustin Laurent (1946-1947) - Guy Mollet (1946-1947) - Maurice Thorez (1945-1946) - Alexandre Varenne (1946) |

### Liste des ministres d'État de laQuatrième République
| - Edmond Barrachin (1953-1954) - René Billères (1956-1957) - Édouard Bonnefous (1953) - Jacques Chaban-Delmas (1956-1957) - Édouard Corniglion-Molinier (1953-1954 et 1958) - Paul Coste-Floret (1953) - Yvon Delbos (1947) | - Paul Joseph Marie Giacobbi (1950) - Félix Gouin (1947) - Jean-Michel Guérin de Beaumont (1955) - Félix Houphouët-Boigny (1957 et 1958-1959) - Louis Jacquinot (1945-1946) et (1958-1959) | - Joseph Laniel (1952) - Max Lejeune (1958) - Jean Letourneau (1950-1953) - Pierre Mendès France (1956) - François Mitterrand (1952 et 1956-1957) - Guy Mollet (1950-1951) et (1958-1959) | - Maurice Petsche (1951) - Pierre Pflimlin (1952 et 1958-1959) - Henri Queuille (1948-1952) - Paul Ramadier (1948) - Paul Reynaud (1950) - Marcel Roclore (1947) - Pierre-Henri Teitgen (1947 et 1949-1950) |

### Liste des ministres d'État de la Cinquième République

#### Gouvernement Debré (1959-1962)
- Félix Houphouët-Boigny (1959)
- Louis Jacquinot, chargé du Sahara  des Territoires et départements d'outre-mer
- Robert Lecourt (1959-1961), chargé de la Coopération puis chargé du Sahara, et des Territoires et départements d'outre-mer
- André Malraux, chargé des Affaires culturelles
- Louis Joxe (1960-1962), chargé des Affaires algériennes

#### Gouvernement PompidouI(1962)
- André Malraux, chargé des Affaires culturelles
- Pierre Pflimlin (1962), chargé de la Coopération
- Louis Jacquinot, chargé des Départements et territoires d'Outre-mer
- Louis Joxe, chargé des Affaires algériennes
- Gaston Palewski, chargé de la Recherche scientifique et des Questions atomiques et spatiales

#### Gouvernement PompidouII(1962-1966)
- André Malraux, chargé des Affaires culturelles
- Louis Jacquinot, chargé des Départements et territoires d'Outre-mer
- Louis Joxe, chargé de la Réforme administrative
- Gaston Palewski (1962-1965), chargé de la Recherche scientifique, Questions atomiques et spatiales

#### Gouvernement PompidouIII(1966-1967)
- André Malraux, chargé des Affaires culturelles
- Louis Joxe, chargé de la Réforme administrative
- Pierre Billotte, chargé des Départements et territoires d'Outre-mer

#### Gouvernement PompidouIV(1967-1968)
- André Malraux, chargé des Affaires culturelles
- Edmond Michelet, chargé de la Fonction publique
- Pierre Billotte, chargé des Départements et territoires d'Outre-mer
- Maurice Schumann, chargé de la Recherche scientifique, Questions atomiques et spatiales
- Roger Frey, chargé des Relations avec le Parlement
- Henri Rey (1968), chargé du Tourisme

#### Gouvernement Couve de Murville (1968-1969)
- André Malraux, chargé des Affaires culturelles
- Maurice Schumann, chargé des Affaires sociales
- Roger Frey, chargé des Relations avec le Parlement
- Jean-Marcel Jeanneney

#### Gouvernement Chaban-Delmas (1969-1972)
- Edmond Michelet (1969-1970), chargé des Affaires culturelles
- Michel Debré, ministre de la Défense nationale
- Roger Frey, chargé des Relations avec le Parlement
- Pierre Messmer (1971-1972), chargé des DOM et TOM

#### Gouvernements MessmerI(1972-1973)
- Michel Debré, ministre de la Défense nationale
- Edgar Faure, chargé des Affaires sociales

#### Gouvernements MessmerIII(1974)
- Jean Taittinger, Garde des sceaux, ministre de la Justice
- Valéry Giscard d'Estaing, ministre de l’Économie et des Finances
- Olivier Guichard, ministre de l'Aménagement du territoire, de l’Équipement et des Transports

#### Gouvernement ChiracI(1974-1976)
- Michel Poniatowski, Ministre de l'Intérieur
- Jean Lecanuet (1976), Garde des sceaux, ministre de la Justice

#### Gouvernement BarreI(1976-1977)
- Olivier Guichard, Garde des sceaux, ministre de la Justice
- Michel Poniatowski, Ministre de l'Intérieur
- Jean Lecanuet, Ministre du Plan et de l'Aménagement du territoire

#### Gouvernement MauroyI(1981)
- Gaston Defferre, Ministre de l'Intérieur et de la Décentralisation
- Michel Jobert, Ministre du Commerce extérieur
- Nicole Questiaux [9], Ministre de la Solidarité nationale
- Michel Rocard, Ministre du Plan et de l'Aménagement du territoire
- Jean-Pierre Chevènement, Ministre chargé de la Recherche et de l'Industrie[10]

#### Gouvernement MauroyII(1981-1983)
- Gaston Defferre, Ministre de l'Intérieur et de la Décentralisation
- Michel Jobert, Ministre du Commerce extérieur
- Charles Fiterman, Ministre des Transports
- Michel Rocard, Ministre du Plan et de l'Aménagement du territoire
- Jean-Pierre Chevènement, Ministre chargé de la Recherche et de l'Industrie[10]

#### Gouvernement Fabius (1984-1986)
- Gaston Defferre, Ministre du Plan et de l'Aménagement du territoire

#### Gouvernement ChiracII(1986-1988)
- Édouard Balladur, Ministre de l’Économie, des Finances et de la Privatisation

#### Gouvernement RocardI(1988)
- Lionel Jospin, Ministre de l'Éducation nationale
- Pierre Bérégovoy, Ministre de l’Économie, des Finances et du Budget
- Maurice Faure, Ministre de l’Équipement et du Logement
- Roland Dumas, Ministre des Affaires étrangères

#### Gouvernement RocardII(1988-1991)
- Lionel Jospin, Ministre de l'Éducation nationale
- Pierre Bérégovoy, Ministre de l'Économie, des Finances et du Budget
- Maurice Faure (1988-1989), Ministre de l’Equipement et du Logement
- Roland Dumas, Ministre des Affaires étrangères
- Michel Durafour (1989-1991), Ministre de la fonction publique et des Réformes
- Michel Delebarre (1990-1991), Ministre de la Ville

#### Gouvernement Cresson (1991-1992)
- Lionel Jospin, Ministre de l'Éducation nationale
- Roland Dumas, Ministre des Affaires étrangères
- Jean-Pierre Soisson, Ministre de la Fonction publique
- Michel Delebarre, Ministre de la Ville et de l'Aménagement du territoire
- Pierre Bérégovoy, Ministre de l'Économie, des Finances et du Budget

#### Gouvernement Bérégovoy (1992-1993)
- Jack Lang, Ministre de l'Éducation nationale et de la Culture
- Roland Dumas, Ministre des Affaires étrangères
- Michel Delebarre, Ministre de la Fonction publique

#### Gouvernement Balladur (1993-1995)
- Simone Veil, Ministre des Affaires sociales, de la Santé et de la Ville
- Charles Pasqua, Ministre de l'Intérieur et de l'Aménagement du territoire
- Pierre Méhaignerie, Garde des sceaux, ministre de la Justice
- François Léotard, Ministre de la Défense

#### Gouvernement RaffarinIII(2004-2005)
- Nicolas Sarkozy (2004), Ministre des Finances et de l'Économie et de l'Industrie

#### Gouvernement Villepin (2005-2007)
- Nicolas Sarkozy, Ministre de l'Intérieur et de l'Aménagement du territoire

#### Gouvernement FillonI(2007)
- Alain Juppé, Ministre de l'Écologie, du Développement et de l'Aménagement durables

#### Gouvernement FillonII(2007-2010)
- Jean-Louis Borloo, Ministre de l'Écologie
- Michèle Alliot-Marie (2009-2010), Garde des sceaux, ministre de la Justice et des libertés

#### Gouvernement FillonIII(2010-2012)
- Alain Juppé, Ministre de la Défense et des Anciens Combattants puis Ministre des Affaires étrangères et européennes
- Michèle Alliot-Marie (2010-2011), Ministre des Affaires étrangères et européennes

#### Gouvernement PhilippeI(2017)
- François Bayrou, garde des sceaux, ministre de la Justice
- Nicolas Hulot, ministre de la Transition écologique et solidaire
- Gérard Collomb, ministre de l'Intérieur

#### Gouvernement PhilippeII(2017-2020)
- Nicolas Hulot (2017-2018), ministre de la Transition écologique et solidaire
- Gérard Collomb (2017-2018), ministre de l'Intérieur
- François de Rugy (2018-2019), ministre de la Transition écologique et solidaire

#### Gouvernement Bayrou (2024- )
- Élisabeth Borne (2024- ), ministre de l'Éducation nationale, de l'Enseignement supérieur et de la Recherche
- Manuel Valls (2024- ), ministre des Outre-mer
- Gérald Darmanin (2024- ), garde des sceaux, ministre de la Justice
- Bruno Retailleau (2024- ), ministre de l'Intérieur